# Indoprofeno
Indoprofeno es un antiinflamatorio no esteroideo (AINE), utilizado principalmente como analgésico para diversas enfermedades tales como cáncer, osteoartrosis y artritis reumatoide, entre otras. Fue retirado del mercado en la década de 1980 después de comprobarse carcinogenicidad en estudios animales y severas hemorragias gastrointestinales.
En un estudio realizado el año 2004, y que utilizó un Análisis de alto rendimiento o HTS (de sus siglas en inglés: High-throughput screening), se determinó que el indoprofeno incrementaría la producción de la proteína SMN (Survival Motor Neuron), sugiriendo que podría transformarse en un tratamiento para la atrofia muscular espinal.